# Семейни войни
„Семейни войни“ е български вариант на тв шоуто Family Feud излъчвано по Нова ТВ.
В ефир е в продължение на 3 години в периода 2002 – 2005 г. Водещ на играта е Диян Мачев. От 1 февруари 2016 г., след 11 години пауза шоуто се завръща в телевизионната програма с нов водещ – Цветомир Иванов. На 9 септември 2022 г. предаването е свалено от ефир. На 16 януари 2023 г. предаването се завръща в ефир след половин година пауза, но в нов начален час.

## За въпросите и отговорите
Преди въпросите да се зададат в предаването, се задават на поне 100 души (понякога само мъже или само жени), а отговорите се обобщават. Двете семейства, които се състезават, трябва да познаят популярните отговори. Стоте души, на които се задават въпросите, имат различна възраст, местоживеене и социален статус.

## Рундове[3]
В предаването има пет рунда. Във всеки от тях трябва да се познаят различен брой отговори. В първия и втория рунд се търсят шестте най-популярни отговора, казани от 100-те души. В трети и четвърти рунд се търсят петте най-популярни отговори. Точките от всеки отговор се удвояват. В петия рунд се търсят четирите най-популярни отговора. Точките от всеки отговор се утрояват.

### Бързи пари
Събралият повече точки от петте рунда отбор играе във финалния рунд „Бързи пари“. В него двама представители от отбора отговарят на едни и същи пет въпроса. Целта е да съберат най-малко 200 точки, за да могат да печелят допълнителни парични награди. В тази игра точки носят само шестте най-популярни отговора, дадени на всеки въпрос.
Отборът победител продължава участието си в следващия епизод. Всеки отбор има право да участва в най-много 5 епизода.

## Семейства
Семействата, които участват в предаването, трябва да се състоят от пет участници, които имат навършени 18 години. Минимум трима от участниците трябва да имат родствена връзка.